# Spring Waltz
Spring Waltz est une série télévisée sud-coréenne diffusée sur KBS en 2006 et réalisée par Yoon Seok-ho.

## Fiche technique
- Titre original coréen : 봄의 왈츠
- Titre original latinisé (romanisé)[1],[2],[3],[4] : Bomui walcheu
- Titre Argentin : Vals de primavera
- Titre Japonais : 春のワルツ
- Titre Chinois : 春天华尔兹
- Titre Vietnamien : Điệu Valse Mùa Xuân
- Titre Russe : Весенний Вальс
- Titre Thaïlandais : ดนตรีรัก_หัวใจปรารถนา
- Titre Anglais (monde entier) : Spring Waltz
- Première diffusion : 6 mars 2006 (Corée du sud) (épisode 1), 16 mai 2006 (Corée du sud) (épisode 20)

- Réalisateur : Seok-ho Yun (écrit aussi Yoon Seok-ho)
- Scénario : 황다은 / Da-eun Hwang (créateur original) et Ji-yeon Kim
- Producteurs : Jae-sang Lee et Seok-ho Yun
- Producteur en chef : Bo-hyun Moon
- Producteur exécutif : In-taek Park
- Société de distribution : Korean Broadcasting System (KBS)

- Couleur : colorisé
- Lieu de tournage : Séoul, Corée du sud
- Genres : drame, romance
- Pays d'origine : Corée du sud
- Langue d'origine : Coréen
- Nombre d'épisodes : 20
- Nombre de saisons : 1

## Liste des épisodes
| Numéro de l'épisode | Date de la première diffusion | Durée de l'épisode                         |
| ------------------- | ----------------------------- | ------------------------------------------ |
| 1                   | 6 mars 2006                   | 59 minutes 11 secondes                     |
| 2                   | 7 mars 2006                   | 61 minutes (1 heure 1 minutes 59 secondes) |
| 3                   | 13 mars 2006                  | 66 minutes (1 heure 6 minutes 29 secondes) |
| 4                   | 14 mars 2006                  | 57 minutes 18 secondes                     |
| 5                   | 20 mars 2006                  | 61 minutes (1 heure 1 minute 19 secondes)  |
| 6                   | 21 mars 2006                  | 57 minutes 30 secondes                     |
| 7                   | 27 mars 2006                  | 61 minutes (1 heure 1 minute 16 secondes)  |
| 8                   | 28 mars 2006                  | 57 minutes 44 secondes                     |
| 9                   | 3 avril 2006                  | 59 minutes 56 secondes                     |
| 10                  | 4 avril 2006                  | 61 minutes (1 heure 1 minute 21 secondes)  |
| 11                  | 10 avril 2006                 | 61 minutes (1 heure 1 minute 37 secondes)  |
| 12                  | 11 avril 2006                 | 62 minutes (1 heure 2 minutes 40 secondes) |
| 13                  | 24 avril 2006                 | 62 minutes (1 heure 2 minutes 30 secondes) |
| 14                  | 25 avril 2006                 | 62 minutes (1 heure 2 minutes 5 secondes)  |
| 15                  | 1er mai 2006                  | 64 minutes (1 heure 4 minutes 40 secondes) |
| 16                  | 2 mai 2006                    | 62 minutes (1 heure 2 minutes 8 secondes)  |
| 17                  | 8 mai 2006                    | 63 minutes (1 heure 3 minutes 3 secondes)  |
| 18                  | 9 mai 2006                    | 62 minutes (1 heure 2 minutes 26 secondes) |
| 19                  | 15 mai 2006                   | 62 minutes (1 heure 2 minutes 18 secondes) |
| 20                  | 16 mai 2006                   | 61 minutes (1 heure 1 minute 43 secondes)  |

## Distribution

### Acteurs principaux
- Seo Do-young : Lee Soo-ho / Yoon Jae-ha
- Han Hyo-joo : Seo / Park Eun-young
- Daniel Henney : Phillip
- So-yeon Lee : Song Yi-na

### Autres acteurs
- Bo-ra Geum : la mère de Jae-ha (Hyun Ji-sook)
- Jeong (aussi écrit Jung) Dong-hwan : le père de Jae-ha (Yoon Myung-hoon)
- Chil-yong Park : le père de Soo-ho (Park Doo-sik)
- Kim Hae-sook : la mère adoptive adoptive de Eun-young (Jo Yang-soon)
- Si-won Choi : le frère de Eun-young (Park Sang-woo)
- Ja-hye Choi : l'ami de Eun-young (Hong Mi-jung)
- Eun Won-jae : Jae-ha jeune
- Han So-hee : Eun-young jeune
- Ha Jae-Young (n'apparais que dans le premier épisode)
- Hee-Jin Park : Kim Hee-jin
- Kim Mi-Kyung : Kim Bon-hee

## Diffusion internationale
- KBS2 (2006)
- ABS-CBN (2007-2008)
- TVes
- Panamericana Televisión
- Ecuavisa

## Accueil
L'accueil de la série télévisé est plutôt positive: sur le site themoviedb.org, la notation est de 9.0/10 avec une note, sur l'IMDb la note moyenne est de 7.9/10 pour 162 notes, et une revue des utilisateurs d'une moyenne de 8.75/10 pour 4 critiques.